# Fludarabina
Fludarabina (łac. Fludarabinum) – organiczny związek chemiczny z grupy analogów nukleozydów stosowany w leczeniu białaczki. Hamuje syntezę DNA, RNA oraz białek, co prowadzi do redukcji podziałów komórek.

## Mechanizm działania
Fludarabina słabo rozpuszcza się w wodzie i jest podawana w formie 5'-fosforanu, który jest bardzo dobrze rozpuszczalny. Przed wniknięciem do komórki musi nastąpić defosforylacja, a w komórce trzykrotna fosforylacja do trifosforanu fludarabiny (F-Ara-ATP), który jest aktywnym cytotoksycznym metabolitem. F-Ara-ATP konkuruje z trifosforanem deoksyadenozyny (dATP) i włączony do DNA powoduje terminację replikacji. F-Ara-ATP działa też jako inhibitor polimerazy RNA II (odpowiedzialnej za syntezę mRNA), co prowadzi do obniżenia biosyntezy białek. W odróżnieniu od innych antymetabolitów, fludarabina jest aktywna w niedzielących się komórkach. Wynika to prawdopodobnie z faktu, że głównym mechanizmem działania leku jest aktywacja apoptozy.

## Wskazania
- białaczka
- chłoniaki nieziarnicze

## Przeciwwskazania
- nadwrażliwość na lek
- zaburzenia czynności nerek
- niedokrwistość hemolityczna

## Działania niepożądane
- zmiany w obrazie krwi
- infekcje
- gorączka
- dreszcze
- duszności
- niewydolność nerek
- zaburzenia widzenia
- krwiomocz
- nudności
- wymioty
- biegunka
- brak apetytu
- krwawienie z przewodu pokarmowego
- obrzęki
- skórne reakcje alergiczne

## Preparaty
- Fludara – proszek do przygotowania roztworu do wstrzykiwań

## Dawkowanie
Dożylnie. Fludarabina powinna być stosowana pod ścisłym nadzorem lekarza onkologa, doświadczonego w prowadzeniu terapii przeciwnowotworowych. Zwykle zalecana dawka dobowa u osób dorosłych wynosi 25 mg/m² powierzchni ciała. Lek podaje się przez kolejnych 5 dni w cyklach powtarzanych co 28 dni.